# Pão nosso...

Pão nosso… foi um semanário portuense, publicado entre abril e setembro de 1910, da exclusiva responsabilidade de  António de Pádua Correia (republicano convicto, animador das campanhas republicanas na região do Douro e arredores), que faz uso da sua criação, de cariz panfletário, para expandir o ideário republicano. Não planeia dar notícias aos seus seguidores, antes sim, procura denunciar as vergonhas da monarquia, os crimes da ditadura de João Franco, em suma, expor os podres dos derradeiros tempos da monarquia, pelo que se identifica um sabor a denegrição e conspiração ao longo dos 23 números lançados. Subsistiu enquanto força de ataque republicano aos monárquicos, terminou uma vez atingido o objetivo, implantada a república.